# José da Gama e Castro
José da Gama e Castro (1795–1873) foi um médico, que se formou em 1819, que serviu El-Rei D. Miguel e que escreveu sobre os seus ideais miguelistas ou tradicionalistas.
Foi o físico-mor em 1834 e em dezembro desse mesmo ano fugiu para a Itália após a Capitulação de Évora Monte. Aí redige O Precursor, órgão de imprensa do miguelismo legitimista no exílio.
Em 1837 passa pela Suíça e pela Alemanha. Instala-se no Brasil a partir de 1838, onde publica as suas obras, destacando-se a tradução portuguesa de The Federalist e o tratado O Novo Príncipe, considerado como uma espécie de bíblia do pensamento contrarrevolucionário português do século XIX.

## Obras publicadas
- O Federalista, publicado em inglês por Hamilton, Madison e Jay, cidadãos norte-americanos e traduzido em português, 3 tomos, Rio de Janeiro, 1840
- O Novo Príncipe ou o espírito dos governos monárquicos, Rio de Janeiro, 1841